# (434326) 2004 JG6
(434326) 2004 JG6 ist nach (163693) Atira der zweite bekannte Apohele-Asteroid. Seine Bahn liegt vollständig innerhalb der Erdumlaufbahn. 2004 JG6 kreuzt die Bahnen von Venus und Merkur. Seine Umlaufzeit beträgt lediglich 6 Monate. Damit hat (434326) 2004 JG6 die kürzeste, uns bekannte Laufzeit eines Asteroiden. Die große Halbachse der Bahn ist kleiner als jene der Venus; die mittlere Entfernung zur Sonne ist aufgrund der hohen Exzentrizität etwas größer. Der Durchmesser des Asteroiden wird auf 500 bis 1000 Meter geschätzt.